# Zacatecasi Köztársaság
A Zacatecasi Köztársaság 1835 tavaszán deklarált, rövidéletű államalakulat volt, amely Mexikó Zacatecas államának területén állt fenn. 

## Története
A térség föderalistái Antonio López de Santa Anna tábornok centralista kormánya ellen lázadtak fel és próbáltak elszakadni a központi hatalomtól, ám rövid időn belül vereséget szenvedtek. A Zacatecasi Köztársaság leverése után döntött Santa Anna tábornok és kormánya az 1824-es alkotmány módosításáról, ami további elégedetlenséget szült, főleg az északi Texasban, ahol ráadásul nagyszámú amerikai bevándorló élt.
A kormányellenes lázadást Zacatecas kormányzója, Francisco García Salinas robbantotta ki, aki a helyi katonaságot is maga mellé állítva (mintegy 4000 ember) kiáltotta ki a terület függetlenségét. Santa Anna és egy másik tábornoka Miguel Barragán gyorsan cselekvésre szánták el magukat, mivel a szeparatista köztársaság nem messze feküdt Mexikóvárostól, ezért a felkelés könnyen átterjedhetett a fővárosra is.
Santa Anna és Barragán az állam fővárosa, Zacatecasváros mellett szétverte Salinas erőit. A kormánycsapatok a tiszavirág-életű állam fővárosát kiraboltak és megtorlásként Santa Anna csökkentette a tagállam területét azzal, hogy keleti felén új tagállamot hozott létre Aguascalientes néven.
A Zacatecasi Köztársaság leverése lehetővé tette az 1836. évi centralista alkotmány bevezetését, amely megnyirbálta a mexikói tagállamok korábbi pénzügyi és politikai autonómiáját. Nagyon sokan nem fogadták el a rendelkezést és tovább ellenálltak Santa Anna tábornok törekvéseinek. Ez vezetett a texasi forradalom kirobbanásához is. Itt a a mexikóiak a további amerikai betelepülést is meg akarták gátolni. Texason kívül független köztársaságokat hoztak létre még két helyen: a Rio Grande-i Köztársaságot és a Yucatáni Köztársaságot.

## Külső hivatkozások
- THE HISTORY OF ZACATECAS (houstonculture.org) Archiválva 2016. április 20-i dátummal a Wayback Machine-ben
- Timothy E. Anna (2001): Forging Mexico, 1821-1835